# دانیل گیبونز
دانیل گیبونز (انگلیسی: Danielle Gibbons؛ زادهٔ ۳۱ ژوئیهٔ ۱۹۹۲) بازیکن فوتبال اهل بریتانیا است.
از باشگاه‌هایی که در آن بازی کرده‌است می‌توان به باشگاه فوتبال لیورپول اشاره کرد.
وی همچنین در تیم ملی فوتبال England U-19 بازی کرده‌است.